# Gruppo di NGC 2554
Il Gruppo di NGC 2554 comprende sei galassie situate nella costellazione del Cancro.

## Descrizione
La distanza media tra il centro di massa di questo gruppo e la nostra Via Lattea è di circa 210 milioni di anni luce (64,5 Mpc).

## Membri
Nella tabella sottostante sono riportati i membri del gruppo indicati nell'articolo di Garcia del 1993.
| Nome        | Classificazione | Tipologia   | RA (J2000.0)  | DEC (J2000.0) | Velocità radiale (km/s) | Magnitudine apparente | Distanza di Hubble | Dimensioni (kal) |
| ----------- | --------------- | ----------- | ------------- | ------------- | ----------------------- | --------------------- | ------------------ | ---------------- |
| NGC 2554    | S0/a            | Lenticolare | 08h 17m 53.5s | 23° 28′ 20″   | 4158 ± 10               | 12,0                  | 64,7 ± 4,5         | 215              |
| IC 2248     | S?              | Spirale     | 08h 16m 04.8s | 23° 08′ 02″   | 4136 ± 1                | 14,4                  | 64,3 ± 4,5         | 24               |
| IC 2269     | S               | Spirale     | 08h 18m 08.7s | 23° 02′ 51″   | 3980 ± 2                | 14,2                  | 62,1 ± 4,6         | 63               |
| UGC 4299    | Sc              | Spirale     | 08h 15m 59.1s | 23° 11′ 59″   | 4295 ± 3                | 11,73 ± 0,05          | 66,7 ± 4,7         | 120              |
| UGC 4304    | S0              | Lenticolare | 08h 16m 28.3s | 23° 48′ 39″   | 4159 ± 3                | 13,495 ± 0,003        | 64,7 ± 4,5         | 104              |
| MGC 4-20-34 | Sb              | Spirale     | 08h 20m 49.3s | 22° 39′ 28″   | 4142 ± 1                | 12,27                 | 64,5 ± 4,5         | 59               |

Il sito DeepskyLog permette di trovare agevolmente le costellazioni in cui sono situate le galassie; in alternativa si possono utilizzare le coordinate delle galassie per individuarle. Se non altrimenti indicato, le coordinate sono quelle fornite dal sito NASA/IPAC (National Aeronautics and Space Administration / Infrared Processing and Analysis Center).